# Dvotočje
Dvotočje, dvotočka ( : ) razgodak je koji označava stanku ili promjenu intonacije ispred nabrajanja ili upravnog govora.

## Uporaba u jeziku
Dvotočje se stavlja ispred upravnog govora:
- Hlapićevo putovanje bilo je isprva tako lako kao dječja igrarija, pa će čitatelji na početku ove knjige reći: "Što će Hlapiću tolika mudrost i tolika hrabrost na ovako laku putovanju? Zar on treba toliku hrabrost da povede upregnutog magarca na uzdi? Ili treba svoju mudrost da traži izgubljene guske?" (Ivana Brlić-Mažuranić)

Dvotočje dolazi i ispred nekog objašnjenja:
- Tiho, o tiho govori mi jesen:

Šuštanjem lišća i šapatom kiše. (Dobriša Cesarić)
- Svi su oni isti: lopovi i varalice!

Dvotočje dolazi ispred nabrajanja:
- Promjenjive vrste riječi: imenice, glagoli, pridjevi, brojevi, zamjenice
- Godišnja doba: proljeće, ljeto, jesen, zima.

Ako se nabrajanje normalno uklapa u rečenicu kao njen dio, dvotočje se ne stavlja:
- Pokazao mi je Gornji grad, Kaptol, Maksimir i Travno.
- U torbu metne jedan modar rubac, pa jedno šilo, malo dretve i nekoliko komadića kože. (Ivana Brlić-Mažuranić)

- Josip Pupačić, „Zaljubljen u ljubav”

Volio sam je

kao travu

i kao jasenje,

ko trstiku i kanarinca,

ko uspavanku

i majčino buđenje.

Zaljubio sam se u nju,
u malu maricu,

u njezine listove nemoćne

u struk stabljike njene

zelene.

## Uporaba izvan jezika

### Matematika
U matematici dvotočje služi kao znak dijeljenja:
- 54 : 9 = 6
- 35 : 5 = 7

Također služi i za označavanje omjera:
- Vodik i kisik u odnosu su 2:1 u vodi.
- Naša je momčad pobijedila sa 4:2.

### Fonetika
U fonetici i fonologiji služi za označavanje duljine glasa.
- Engleska riječ car izgovara se kao [ k a: ].

### Vrijeme
U brojnim se jezicima sati i minute odjeljuju dvotočjem. U hrvatskome jeziku oni se odjeljuju točkom:
- Engleski: 23:45 h
- Hrvatski: 23.45 h